# Số thân thiện
Trong lý thuyết số, 2 hay nhiều số tự nhiên được goi là các số thân thiện nếu chúng có chung một tỷ lệ abundancy, là tỷ lệ giữa tổng các ước số của một số chia cho chính số đó.

## Ví dụ
30 và 140 tạo thành một cặp số thân thiện vì chúng có cùng abundancy:
{\displaystyle {\frac {\sigma (30)}{30}}={\frac {1+2+3+5+6+10+15+30}{30}}={\frac {72}{30}}={\frac {12}{5}}}
{\displaystyle {\frac {\sigma (140)}{140}}={\frac {1+2+4+5+7+10+14+20+28+35+70+140}{140}}={\frac {336}{140}}={\frac {12}{5}}.}
Các số 2480, 6200 và 40640 cũng thuộc cùng nhóm số thân thiện này, vì chúng có cùng tỷ lệ abundancy bằng 12/5.